# Enrico Fermi
Enrico Fermi (Rim 29. rujna, 1901. – Chicago 28. studenog, 1954.), talijanski i američki fizičar. Jedan od najvećih znanstvenika 20. stoljeća. Najpoznatiji po svom radu na raspadanju beta čestica, razvoju prvog nuklearnog reaktora, te za razvoj kvantne teorije. Fermi je dobio 1938. Nobelovu nagradu za fiziku za rad na nuklearnoj fisiji. Po njemu je nazvan i kemijski element fermij (kemijski simbol Fm).

## Životopis
Enrico Fermi je rođen 1901. u Rimu (Italija). Kada je njegov brat Gulio umro tijekom manje operacije 1915., tada četrnaestogodišnji Enrico posvećuje se proučavanju fizike što je bio njegov način da prevlada tugu za umrlim bratom. Prema njegovim kasnijim sjećanjima, Enrico bi došao svaki dan ispred bolnice gdje je njegov brat umro, sve do trenutka kad se nije uspio mentalno ograditi od nesretnog događaja. Sin je željezničkoga službenika, studirao na Sveučilištu u Pisi od 1918. do 1922., a potom na sveučilištima u Leidenu i Göttingenu. Doktorirao u Pisi 1922. Profesorom teorijske fizike Sveučilišta u Rimu postao 1927. 
Ranih 1930-ih Fermi je istraživao međudjelovanje neutrona s jezgrom atoma bombardirajući neutronima razne kemijske elemente. Ubrzo je otkrio usporavanje (moderaciju) neutrona te zanimljivu reakciju u kojoj nastaju novi produkti ako se uranij bombardira sporim neutronima (poslije prepoznatu kao nuklearnu fisiju). Fermi je 1933. postavio teoriju β-radioaktivnosti jezgri, postulirajući raspad neutrona u jezgri atoma u proton uz emisiju elektrona (β-čestice) i neutrina, tako da se energija raspada dijeli između elektrona i neutrina dajući karakteristični kontinuirani emisijski spektar elektrona. Tih je godina u niskoenergijskim pokusima β-raspada prepoznata temeljna slaba sila, koja je uza sve Fermijeve ispravke u raspadima proširena poslije u V-A temeljnu teoriju slabih djelovanja. Pod V-A se razumijeva građa slabih nabijenih struja povezanih s β-raspadima (slabim procesima), gdje se V odnosi na vektorski dio a A na aksijalni dio struje. Naime, u amplitudama ili iznosima struja treba uračunati nesačuvanje parnosti uključivanjem jednakih doprinosa komponentā V i A, jer vektorska struja mijenja predznak a aksijalna ostaje nepromijenjena pod operacijom promjene parnosti. U zakonima β-raspada simetrija prostorne parnosti (zrcaljenja) narušena je (Tsung-Dao Lee i Chen Ning Yang). 
Fermi je primio Nobelovu nagradu za fiziku 1938. za otkriće novih radioaktivnih elemenata ozračivanjem neutronima i za otkriće nuklearnih reakcija uzrokovanih sporim neutronima. Nakon svečane dodjele nagrade, Fermi je iz Švedske s obitelji otputovao u SAD zbog talijanskog fašističkog režima. Prihvatio je položaj profesora fizike na Sveučilištu Columbia u New Yorku. Nastavio je eksperimentalno istraživanje nuklearne fisije u timu s L. Szilárdom. Nakon što je predsjednik Franklin Delano Roosevelt 6. prosinca 1941. odobrio Projekt Manhattan, Fermi je prešao na Sveučilište u Chicago, gdje radi pokuse s lančanim reakcijama cijepanja jezgri uranija u okviru projekta kodiranog kao Metalurški projekt. 
Prvu kontroliranu lančanu reakciju Fermi je izveo 2. prosinca 1942. u prvome nuklearnom reaktoru na otvorenom, kojemu je snaga iznosila 0,5 W, da bi desetak dana poslije bila povećana do 200 W proizvedene topline. Zbog svoje konstrukcije nuklearni reaktor je bio nazvan Chicago Pile 1 (engl. pile: gomila, hrpa). Grafitni blokovi, koji su imali ulogu moderatora, bili su međusobno naslagani, a uranijsko gorivo umetnuto u šupljine između njih. Fermijevim otkrićem utemeljeno je konstruktivno iskorištavanje energije oslobođene fisijom teških izotopa: fisijska nuklearna energetika.

## Zasluge
Fermijevi najvažniji doprinosi podjednako su značajni u teorijskoj i eksperimentalnoj fizici, od teorije β-raspada neutrona 1933. do prve kontrolirane lančane reakcije u prvome nuklearnom reaktoru CP 1 (nuklearni reaktor CP 1), izvedene 2. prosinca 1942. u krugu Sveučilišta u Chicagu.
Nakon Drugog svjetskog rata Sveučilište u Chicagu osnovalo je Institut za nuklearna istraživanja (danas The Enrico Fermi Institute ili Fermilab). Fermijeve su zasluge velike i u fizici visokih energija. Bio je glavni pokretač gradnje sinkrociklotrona na Sveučilištu u Chicagu, a cijelo je postrojenje potkraj Fermijeva života premješteno u Fermilab. Po njem su nazvani kemijski element fermij, vrsta elementarnih čestica fermioni, model elektronskog plina Fermijev plin, kvantna statistika Fermi-Diracova statistika, kvantna energija Fermijeva energija, Thomas-Fermijev model atoma i drugo.

## Vanjske poveznice
|  | Zajednički poslužitelj ima još gradiva o temi Enrico Fermi |